# Agave indagatorum
Espèce
Agave indagatorum est une espèce de plantes à fleurs de la famille des Asparagaceae (sous-famille des Agavaceae) et du genre des Agaves.

## Description
Plante succulente, Agave indagatorum se présente sous la forme d'une rosette assez ouverte, avec des feuilles vert-gris à grises, concaves, lancéolées, lisses, allant en se rétrécissant, avec des bords munis d'épines (droites et coniques) et se finissant par une épine terminale effilée brunâtre. Elles mesurent de 150 à 250 cm de longueur et environ 20 à 25 cm de largeur maximales. De manière occasionnelle, la plante produit une remarquable hampe florale paniculée pouvant mesurer jusqu'à 9 mètres de hauteur avec des fleurs.
L'espèce est récoltée pour la première fois en 1907 par les botanistes américains Nathaniel Lord Britton et Charles Frederick Millspaugh sur l'île de San Salvador aux Bahamas mais a été décrite comme espèce à part entière en 1913 par le botaniste américain William Trelease.

## Distribution et habitat
L'espèce est originaire des Bahamas où elle vit dans les milieux ensoleillés et drainés avec un climat humide.

## Synonymes et variétés
L'espèce ne présente pas de synonyme.